# Armand Van Helden
Armand van Helden (Boston, 16 febbraio 1970) è un musicista, disc jockey e produttore discografico statunitense, autore di musica house di fama internazionale, noto per essere il cofondatore del duo Duck Sauce.

## Biografia
Nato a Boston da padre di origini olandesi-indonesiane e madre di origini franco-libanesi, passa l'infanzia in giro per il mondo, con il padre che è pilota della United States Air Force. Dopo aver scoperto la musica house e l'hip hop, decide di trasferirsi a New York e qui, dopo qualche tempo, inizia a fare il DJ. Il suo primo singolo, datato 1994, è The Witch Doctor, pubblicato dall'etichetta discografica Strictly Rhythm. Il brano riscuote un ottimo successo e questo porta Van Helden a remixare molti brani di importanti artisti come Jimmy Sommerville e Real McCoy. Al contempo collabora con numerosi esponenti della musica elettronica e non solo anche sotto pseudonimo.
Nel 1996 la sua popolarità cresce ulteriormente grazie al remix del brano di Tori Amos Professional Widow. Sempre nel 1996, per l'etichetta Strictly Rhythm, pubblica il brano di successo Break Night / Ocean, con lo pseudonimo di The Mole People. Nel 1999 esce U Don't Know Me, brano che anticipa l'album di successo 2 Future 4U. Pubblica una serie di fortunati album nella prima metà degli anni 2000.
Tra i suoi singoli più noti in Italia c'è Hear my name (2004), n°3 nella classifica dei più ballati. Da segnalare anche il rifacimento di un singolo di Siedah Garrett, I Want Your Soul (2007), molto ballato a livello mondiale (n°5 nella Global Dance Traxx), in Italia passato invece in secondo piano a causa del maggior successo della versione dei Degrees of Motion della medesima traccia (Do you want it right now?).
Tra i remix da annoverare vi è la sua versione, del 2004, del brano di Cerrone Je suis music, andato molto forte nelle discoteche italiane.
Nel 2009, con DJ A-Trak fonda il duo Duck Sauce, creatori della hit Barbra Streisand, brano pubblicato come singolo nel 2010 e ai primi posti delle classifiche di tutto il mondo.
Nel 2016 realizza Extra Dimensional, album consistente di inediti e collaborazioni.

### 1001Tracklist
- 2020: #84

## Discografia

### Album
- Old School Junkies: The Album (1996)
- Da Club Phenomena (1997)
- Live from ya Mother's House (1997)
- Enter the Meatmarket (1997)
- Greatest Hits (1997)
- 2 Future 4 U (1998 UK, 1999 U.S.) #22 UK
- Armand Van Helden's Nervous Tracks (1999)
- Killing Puritans (2000) #38 UK
- Gandhi Khan (2001)
- New York: A Mix Odyssey (2004)
- Nympho (2005)
- Ghettoblaster (2007)
- You Don't Know Me - The Best of Armand Van Helden(2008)
- Extra Dimensional  (2016)

### Singoli e EP
- 1995 - Witch Doktor
- 1996 - Spin Spin Sugar (UK Speed Garage Remix of the Sneaker Pimps) Dance
- 1997 - Professional Widow (It's Got To Be Big) (remix del brano di Tori Amos) #1 UK
- 1997 - The Funk Phenomena #38 UK
- 1997 - Ultrafunkula #46 UK
- 1999 - U Don't Know Me (feat. Duane Harden) #1 UK, #11 CAN (contiene un campione tratto da "Dance With You" di Carrie Lucas, 1979)
- 1999 - Flowerz (feat. Roland Clark) #18 UK
- 2000 - Koochy #4 UK (contiene un campione tratto da "Cars" di Gary Numan, 1979)
- 2001 - Why Can't You Free Some Time #34 UK
- 2001 - You Can't Change Me (Roger Sanchez feat. Armand Van Helden & N'Dea Davenport) #25 UK
- 2004 - Hear My Name #34 UK, #32 AUS
- 2004 - My, My, My #15 UK, #6 AUS (contiene un campione tratto da "Comin' Apart" di Gary Wright, 1981)
- 2005 - Into Your Eyes #48 UK, #28 AUS (contiene un campione tratto da "I Might Lie" di Andy Taylor, 1987)
- 2005 - When The Lights Go Down #70 UK (contiene un campione tratto da "Rockaway" di Nick Gilder, 1978)
- 2006 - My My My 2006 #12 UK
- 2006 - Sugar 2006
- 2006 - Touch Your Toes (feat. Fat Joe)
- 2006 - U Don't Know Me feat. Duane Harden
- 2007 - NYC Beat #22 UK
- 2007 - I Want Your Soul #19 UK, #2 UK Indie, #60 POL (contiene un campione tratto da "Do You Want It Right Now" di Siedah Garrett, 1985)
- 2008 - Je T'Aime (feat. Nicole Roux)
- 2008 - Shake That Ass (feat. Team Facelift)
- 2016 - Wings
- 2017 - I Need a Painkiller (feat. Butter Rush)
- 2020 - Power of Bass (feat. Solardo & Herve)
- 2020 - Give Me Your Loving (feat. Lorne)
- 2020 - Step It Up (con Riva Starr feat. Sharlene Hector)

### Remix
- 2020: Jonas Blue feat. Max – Naked (Armand Van Helden Remix)